# جو کسادا
جوزف کسادا (‎/kəˈsɑːdə/‎؛ متولد ۱۲ ژانویه ۱۹۶۲) یک آمریکایی هنرمند کتاب‌های کمیک، نویسنده، ویراستار و تهیه‌کننده تلویزیون است. وی در دهه ۱۹۹۰ در کتابهای مختلف والیانت کامیکس، مانند نینجاک و سولار، مرد اتمی فعالیت می‌کند. او بعداً قبل از تشکیل کمپانی خود، اونت کامیکس، بر روی کتابهای بی شماری برای دی سی کامیکس و مارول کامیکس مانند بتمن: شمشیر عزرائیل و ایکس-فکتور کار کرد، جایی که شخصیت خود یعنی اش را خلق کرد.
در سال ۱۹۹۸ وی ویراستار یکی از خط‌های داستانی مارول کامیکس به نام شوالیه‌های مارول بود، پیش از آنکه در سال ۲۰۰۰ سردبیر این شرکت شود. وی در سال ۲۰۱۰ به عنوان مدیر ارشد خلاق مارول انترتینمنت منصوب شد و در ژانویه ۲۰۱۱ سمت سردبیری را رها کرد و جایگزین او اکسل آلونسو شد. مقام وی در اکتبر ۲۰۱۹ به عنوان معاون اجرایی و مدیر خلاق مجدداً عنوان شد.